# Роджерс, Рэйвин
Рэйвин Роджерс (англ. Raevyn Rogers; род. 7 сентября 1996[…], Хьюстон, Техас) — американская легкоатлетка, специализируется в беге на средние дистанции. Бронзовый призёр летних Олимпийских игр 2020 года и вице-чемпионка мира 2019 года в беге на 800 метров. Чемпионка мира в эстафетном забеге в помещении.

## Биография
Роджерс обучалась в школе Кинкейда в Хьюстоне, штат Техас. Выступала за местную команду по лёгкой атлетике.
На чемпионате мира по лёгкой атлетике в помещении, в 2018 году, в Бирмингеме, в составе эстафетной команды США она завоевала титул чемпионки мира.
30 сентября 2019 года Рэйвин Роджерс в Дохе стала вице-чемпионкой мира в беге на 800 метров, показав результат 1.58,18 — лучшее время для неё в сезоне.

## Персональные результаты
| Дисциплина | Время   | Место  | Дата           |
| ---------- | ------- | ------ | -------------- |
| 200 метров | 24,56   | Эжен   | 17 апреля 2015 |
| 400 метров | 52,06   | Эжен   | 4 мая 2018     |
| 800 метров | 1.57,69 | Монако | 20 июля 2018   |